# Chitembo
Chitembo és un municipi de la província de Bié. Té una extensió de 19.098 km² i 68.581 habitants. Comprèn les comunes de Cachingues, Chitembo, Malengue, Matumbo, Mumbué i Soma Cuanza. Limita al nord amb els municipis de Chinguar, Kuito i Camacupa, a l'est amb els municipis de Luchazes i Cuito Cuanavale, al sud amb els municipis de Menongue e Cuchi, i a l'oest amb els municipis de Catchiungo i Cuvango. Té la categoria de ciutat.
L'àrea era governada en 1591 pel rei Muini Ndombo, que va morir d'una malaltia. Després d'això, la zona va caure sota l'Imperi Portuguès. El 1965, el Govern portuguès va elevar Chitembo a la categoria de cidade.